# Esplas
Esplas est une commune française, située dans le nord du département de l'Ariège en région Occitanie. Sur le plan historique et culturel, la commune fait partie du Pédaguès, ancienne appellation remplacée au XXIe siècle par la dénomination géographique de Terrefort ariégeois, constitué des terreforts de Pamiers et de Saverdun, sur la rive gauche de l'Ariège.
Exposée à un climat océanique altéré, elle est drainée par l'Aure, le Latou et par divers autres petits cours d'eau.
Esplas est une commune rurale qui compte 105 habitants en 2022, après avoir connu un pic de population de 336 habitants en 1851. Ses habitants sont appelés les Esplasiens ou Esplasiennes.

## Géographie

### Localisation
- 1Carte dynamique
- 2Carte OpenStreetMap
- 3Carte topographique
- 4Carte avec les communes environnantes

La commune d'Esplas se trouve dans le département de l'Ariège, en région Occitanie.
Elle se situe à 26 km à vol d'oiseau de Foix, préfecture du département, à 12 km de Pamiers, sous-préfecture, et à 8 km de Saverdun, bureau centralisateur du canton des Portes d'Ariège dont dépend la commune depuis 2015 pour les élections départementales.
La commune fait en outre partie du bassin de vie de Saverdun.
Les communes les plus proches sont : 
Saint-Martin-d'Oydes (1,9 km), Brie (2,6 km), Unzent (2,7 km), Justiniac (2,8 km), Lescousse (3,9 km), Durfort (4,0 km), Marliac (4,9 km), Saint-Amans (5,2 km).
Sur le plan historique et culturel, Esplas fait partie du Pédaguès, ou Podaguès, ancienne appellation remplacée au XXIe siècle par la dénomination géographique de Terrefort ariégeois, constitué des terreforts de Pamiers et de Saverdun, sur la rive gauche de l'Ariège.
Les communes limitrophes sont Brie, Durfort, Saint-Martin-d'Oydes, Saverdun et Unzent.
|         | Brie                 | Saverdun |
| Durfort | Esplas               | Unzent   |
|         | Saint-Martin-d'Oydes |          |

### Géologie et relief
La commune est située dans le Bassin aquitain, le deuxième plus grand bassin sédimentaire de la France après le Bassin parisien. Les terrains affleurants sur le territoire communal sont constitués de roches sédimentaires datant du Cénozoïque, l'ère géologique la plus récente sur l'échelle des temps géologiques, débutant il y a 66 millions d'années. La structure détaillée des couches affleurantes est décrite dans la feuille « n°1057 - Pamiers » de la carte géologique harmonisée au 1/50 000ème du département de l'Ariège, et sa notice associée.
La superficie cadastrale de la commune publiée par l’Insee, qui sert de références dans toutes les statistiques, est de 7,64 km2,. La superficie géographique, issue de la BD Topo, composante du Référentiel à grande échelle produit par l'IGN, est quant à elle de 7,73 km2.  L'altitude du territoire varie entre 259 m et 370 m.

### Hydrographie

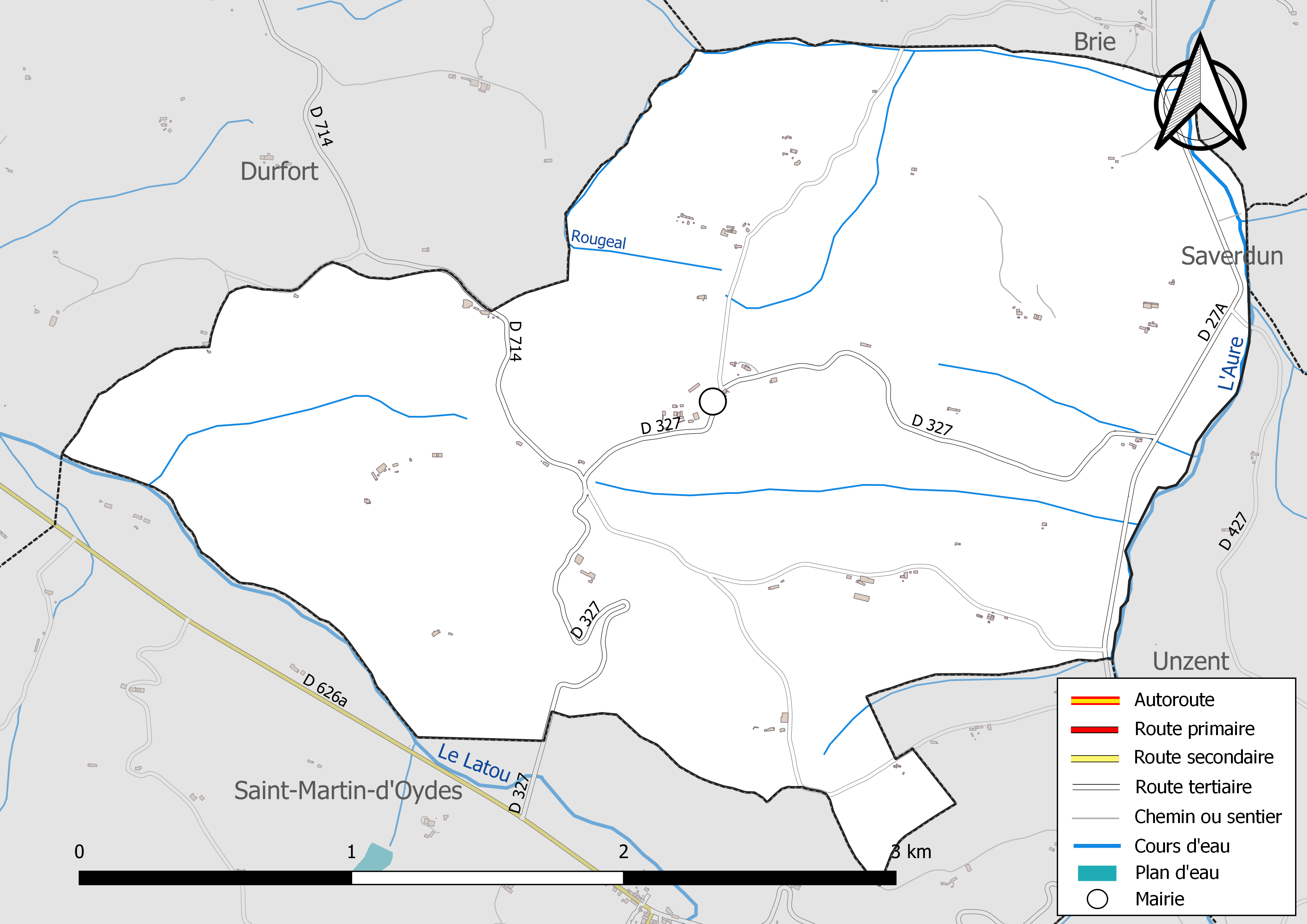
Réseaux hydrographique et routier d'Esplas.

La commune est dans le bassin versant de la Garonne, au sein du bassin hydrographique Adour-Garonne. Elle est drainée par l'Aure, le Latou, Rougeal et par divers petits cours d'eau, constituant un réseau hydrographique de 10 km de longueur totale,.
L'Aure, d'une longueur totale de 14,7 km, prend sa source dans la commune d'Unzent et s'écoule du sud vers le nord. Il traverse la commune et se jette dans l'Ariège à Saverdun, après avoir traversé 6 communes.
Le Latou, d'une longueur totale de 17,2 km, prend sa source dans la commune de Saint-Michel et s'écoule du sud-est vers le nord-ouest. Il traverse la commune et se jette dans la Lèze à Saint-Ybars, après avoir traversé 7 communes.

### Climat
Pour des articles plus généraux, voir Climat de l'Occitanie et Climat de l'Ariège.
En 2010, le climat de la commune est de type climat océanique altéré, selon une étude s'appuyant sur une série de données couvrant la période 1971-2000. En 2020, Météo-France publie une typologie des climats de la France métropolitaine dans laquelle la commune est exposée à un climat de montagne et est dans la région climatique Pyrénées centrales, caractérisée par une pluviométrie annuelle de 1 000 à 1 200 mm.
Pour la période 1971-2000, la température annuelle moyenne est de 12,5 °C, avec une amplitude thermique annuelle de 15,6 °C. Le cumul annuel moyen de précipitations est de 834 mm, avec 9,6 jours de précipitations en janvier et 6 jours en juillet. Pour la période 1991-2020, la température moyenne annuelle observée sur la station météorologique la plus proche, située sur la commune de Saint-Ybars à 11 km à vol d'oiseau, est de 13,6 °C et le cumul annuel moyen de précipitations est de 796,5 mm,. Pour l'avenir, les paramètres climatiques de la commune estimés pour 2050 selon différents scénarios d'émission de gaz à effet de serre sont consultables sur un site dédié publié par Météo-France en novembre 2022.

### Milieux naturels et biodiversité
Aucun espace naturel présentant un intérêt patrimonial n'est recensé sur la commune dans l'inventaire national du patrimoine naturel,,.

## Urbanisme

### Typologie
Au 1er janvier 2024, Esplas est catégorisée commune rurale à habitat très dispersé, selon la nouvelle grille communale de densité à 7 niveaux définie par l'Insee en 2022.
Elle est située hors unité urbaine et hors attraction des villes,.

### Occupation des sols
L'occupation des sols de la commune, telle qu'elle ressort de la base de données européenne d’occupation biophysique des sols Corine Land Cover (CLC), est marquée par l'importance des territoires agricoles (95,1 % en 2018), une proportion identique à celle de 1990 (95,1 %). La répartition détaillée en 2018 est la suivante : 
zones agricoles hétérogènes (74,1 %), prairies (18,5 %), forêts (4,9 %), terres arables (2,5 %). L'évolution de l’occupation des sols de la commune et de ses infrastructures peut être observée sur les différentes représentations cartographiques du territoire : la carte de Cassini (XVIIIe siècle), la carte d'état-major (1820-1866) et les cartes ou photos aériennes de l'IGN pour la période actuelle (1950 à aujourd'hui).

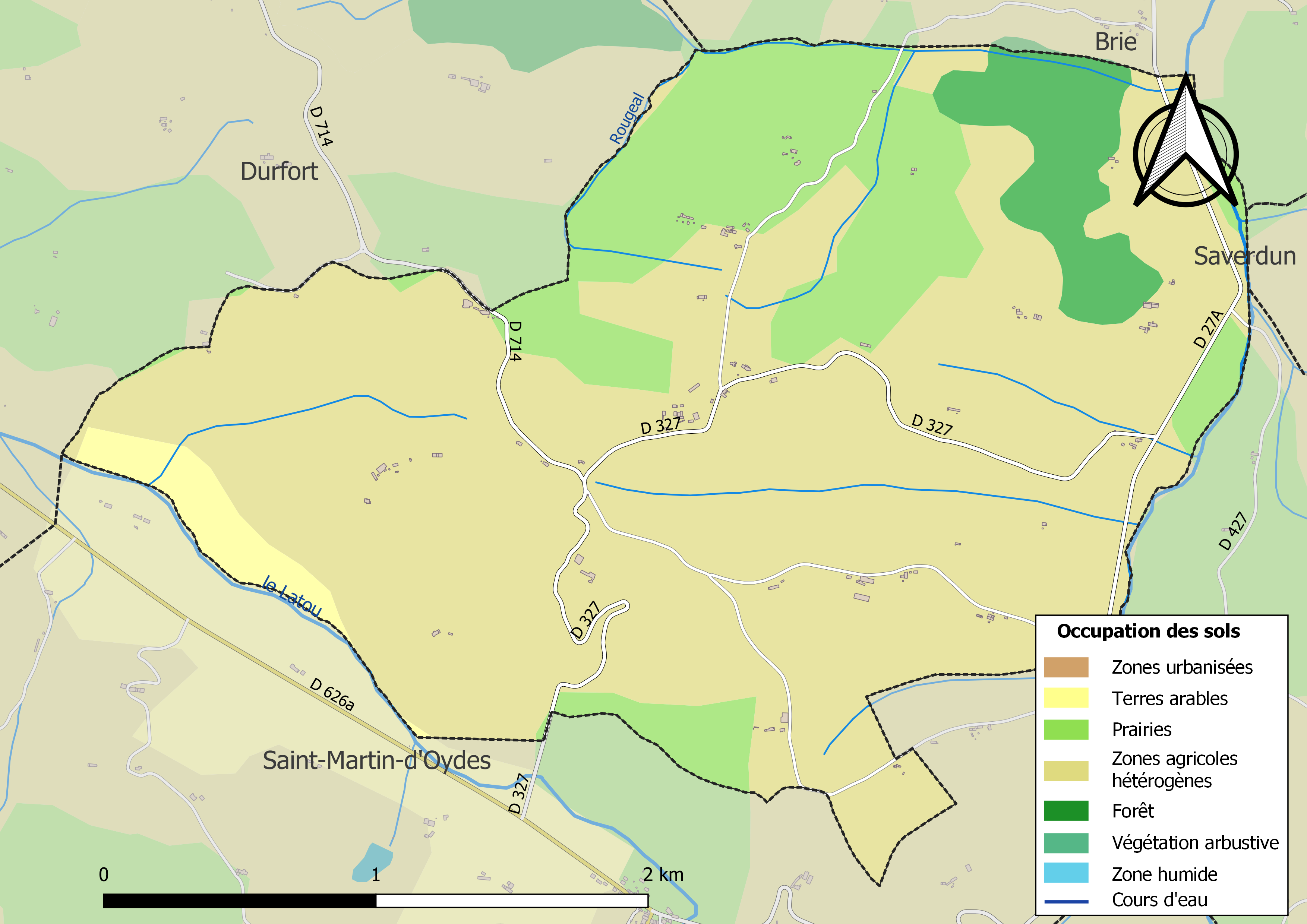
Carte des infrastructures et de l'occupation des sols de la commune en 2018 (CLC).

### Hameaux
Berdot, Couderc, Coutel, Souteils...

### Habitat et logement
En 2018, le nombre total de logements dans la commune était de 58, alors qu'il était de 53 en 2013 et de 50 en 2008.
Parmi ces logements, 72,5 % étaient des résidences principales, 20,6 % des résidences secondaires et 6,9 % des logements vacants. Ces logements étaient pour 94,7 % d'entre eux des maisons individuelles et pour 3,5 % des appartements.
Le tableau ci-dessous présente la typologie des logements à Esplas en 2018 en comparaison avec celle de l'Ariège et de la France entière. Une caractéristique marquante du parc de logements est ainsi une proportion de résidences secondaires et logements occasionnels (20,6 %) inférieure à celle du département (24,6 %) mais supérieure à celle de la France entière (9,7 %). Concernant le statut d'occupation de ces logements, 85,4 % des habitants de la commune sont propriétaires de leur logement (81 % en 2013), contre 66,3 % pour l'Ariège et 57,5 % pour la France entière.
| Typologie                                               | Esplas | Ariège | France entière |
| ------------------------------------------------------- | ------ | ------ | -------------- |
| Résidences principales (en %)                           | 72,5   | 65,7   | 82,1           |
| Résidences secondaires et logements occasionnels (en %) | 20,6   | 24,6   | 9,7            |
| Logements vacants (en %)                                | 6,9    | 9,7    | 8,2            |

### Risques majeurs
Le territoire de la commune d'Esplas est vulnérable à différents aléas naturels : inondations, climatiques (grand froid ou canicule), mouvements de terrains, avalanche  et séisme (sismicité faible). Il est également exposé à un risque particulier, le risque radon,.

#### Risques naturels

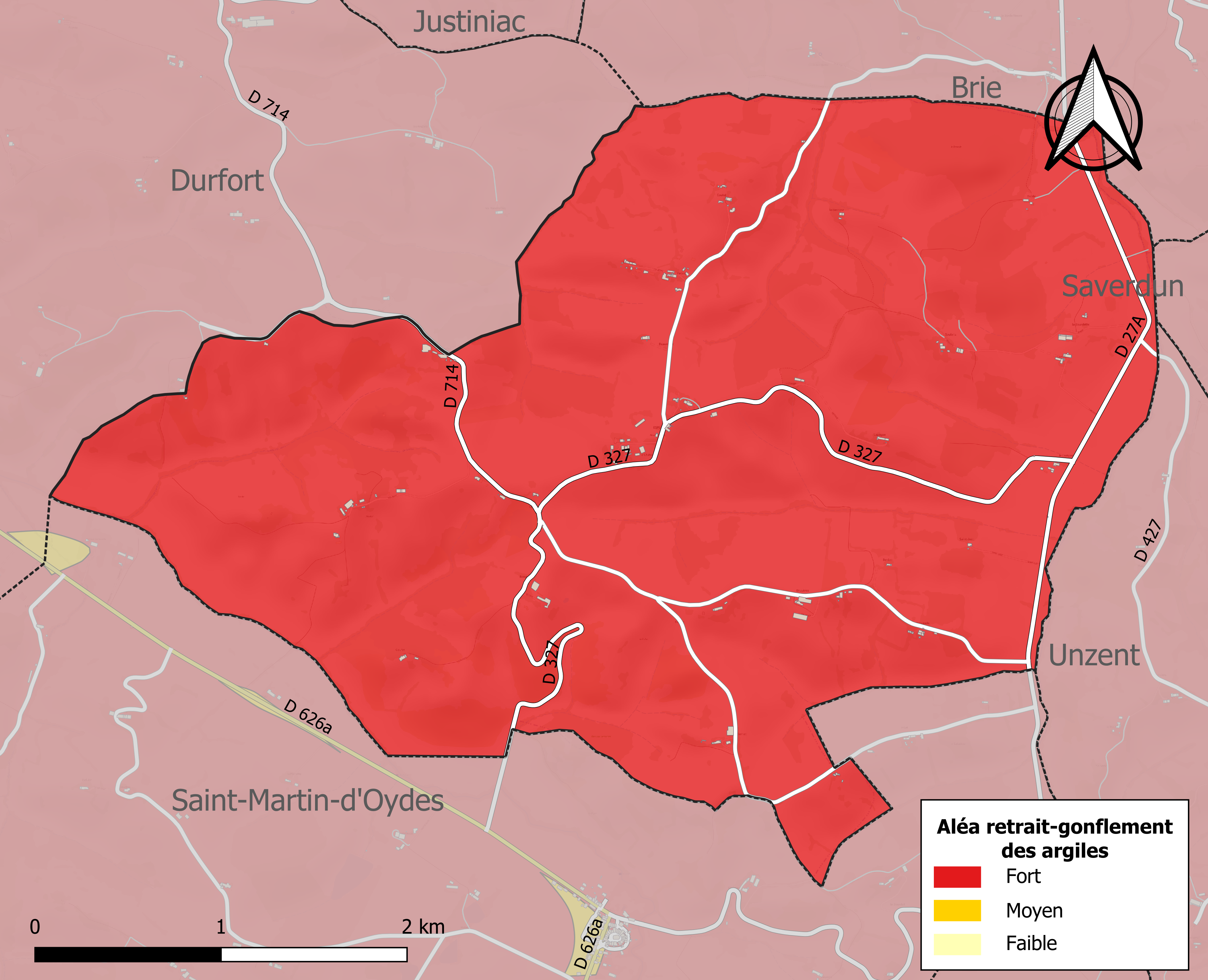
Zonage de l'aléa retrait-gonflement des argiles sur la commune d'Esplas.

Certaines parties du territoire communal sont susceptibles d’être affectées par le risque d’inondation par crue torrentielle d'un cours d'eau, ou ruissellement d'un versant.
Les mouvements de terrains susceptibles de se produire sur la commune sont soit des glissements de terrains soit des mouvements liés au retrait-gonflement des argiles. Près de 50 % de la superficie du département est concernée par l'aléa retrait-gonflement des argiles, dont la commune d'Esplas. L'inventaire national des cavités souterraines permet par ailleurs de localiser celles situées sur la commune.

#### Risque particulier
Dans plusieurs parties du territoire national, le radon, accumulé dans certains logements ou autres locaux, peut constituer une source significative d’exposition de la population aux rayonnements ionisants. Toutes les communes du département sont concernées par le risque radon à un niveau plus ou moins élevé. Selon la classification de 2018, la commune d'Esplas est classée en zone 1, à savoir zone à potentiel radon faible.

## Histoire
Esplas existait à l'époque gallo-romaine ; il fut doté d'un château-fort au cours du Moyen Âge et dut subir les calamités des guerres de religion.
Ce village pendant un certain temps, fut appelé Saint-Étienne d'Esplas.

## Politique et administration

### Découpage territorial
La commune d'Esplas est membre de la communauté de communes des Portes d'Ariège Pyrénées, un établissement public de coopération intercommunale (EPCI) à fiscalité propre créé le 5 octobre 2016 dont le siège est à Pamiers. Ce dernier est par ailleurs membre d'autres groupements intercommunaux.
Sur le plan administratif, elle est rattachée à l'arrondissement de Pamiers, au département de l'Ariège, en tant que circonscription administrative de l'État, et à la région Occitanie.
Sur le plan électoral, elle dépend du canton des Portes d'Ariège pour l'élection des conseillers départementaux, depuis le redécoupage cantonal de 2014 entré en vigueur en 2015, et de la deuxième circonscription de l'Ariège  pour les élections législatives, depuis le redécoupage électoral de 1986.

### Liste des maires
| Période                                  | Période            | Identité         | Étiquette | Qualité       |
| ---------------------------------------- | ------------------ | ---------------- | --------- | ------------- |
| avant 1872                               | ?                  | Jan Delpech      |           |               |
| avant 1981                               | ?                  | Cyprien Dax      | DVG       |               |
| 16 janvier 1998                          | ~ 31 décembre 2024 | Roland Campourcy | SE        | Fonctionnaire |
| ~ 1er janvier 2025                       | En cours           | Simon Herraiz    | SE        |               |
| Les données manquantes sont à compléter. |                    |                  |           |               |

## Démographie
L'évolution du nombre d'habitants est connue à travers les recensements de la population effectués dans la commune depuis 1793. Pour les communes de moins de 10 000 habitants, une enquête de recensement portant sur toute la population est réalisée tous les cinq ans, les populations de référence des années intermédiaires étant quant à elles estimées par interpolation ou extrapolation. Pour la commune, le premier recensement exhaustif entrant dans le cadre du nouveau dispositif a été réalisé en 2006.

En 2022, la commune comptait 105 habitants, en évolution de +6,06 % par rapport à 2016 (Ariège : +1,48 %, France hors Mayotte : +2,11 %).
| 1793 | 1800 | 1806 | 1821 | 1831 | 1836 | 1841 | 1846 | 1851 |
| ---- | ---- | ---- | ---- | ---- | ---- | ---- | ---- | ---- |
| 236  | 233  | 232  | 232  | 301  | 289  | 296  | 316  | 336  |

| 1856 | 1861 | 1866 | 1872 | 1876 | 1881 | 1886 | 1891 | 1896 |
| ---- | ---- | ---- | ---- | ---- | ---- | ---- | ---- | ---- |
| 308  | 309  | 310  | 300  | 294  | 276  | 248  | 259  | 257  |

| 1901 | 1906 | 1911 | 1921 | 1926 | 1931 | 1936 | 1946 | 1954 |
| ---- | ---- | ---- | ---- | ---- | ---- | ---- | ---- | ---- |
| 234  | 242  | 231  | 173  | 174  | 174  | 180  | 151  | 139  |

| 1962 | 1968 | 1975 | 1982 | 1990 | 1999 | 2006 | 2011 | 2016 |
| ---- | ---- | ---- | ---- | ---- | ---- | ---- | ---- | ---- |
| 113  | 96   | 94   | 104  | 72   | 93   | 90   | 97   | 99   |

| 2021 | 2022 | - | - | - | - | - | - | - |
| ---- | ---- | - | - | - | - | - | - | - |
| 106  | 105  | - | - | - | - | - | - | - |

## Économie

### Emploi
| Division       | 2008  | 2013   | 2018   |
| -------------- | ----- | ------ | ------ |
| Commune        | 5,9 % | 5,6 %  | 10,2 % |
| Département    | 8,9 % | 11,1 % | 11,2 % |
| France entière | 8,3 % | 10 %   | 10 %   |

En 2018, la population âgée de 15 à 64 ans s'élève à 61 personnes, parmi lesquelles on compte 83,1 % d'actifs (72,9 % ayant un emploi et 10,2 % de chômeurs) et 16,9 % d'inactifs,. En  2018, le taux de chômage communal (au sens du recensement) des 15-64 ans est inférieur à celui du département, mais supérieur à celui de la France, alors qu'en 2008 il était inférieur à celui de la France.
La commune est hors attraction des villes,. Elle compte 18 emplois en 2018, contre 14 en 2013 et 18 en 2008. Le nombre d'actifs ayant un emploi résidant dans la commune est de 44, soit un indicateur de concentration d'emploi de 41,7 % et un taux d'activité parmi les 15 ans ou plus de 58,3 %.
Sur ces 44 actifs de 15 ans ou plus ayant un emploi, 16 travaillent dans la commune, soit 37 % des habitants. Pour se rendre au travail, 65,1 % des habitants utilisent un véhicule personnel ou de fonction à quatre roues, 4,7 % les transports en commun, 7 % s'y rendent en deux-roues, à vélo ou à pied et 23,3 % n'ont pas besoin de transport (travail au domicile).

### Activités hors agriculture
9 établissements sont implantés  à Esplas au 31 décembre 2019.
Le secteur de la construction est prépondérant sur la commune puisqu'il représente 44,4 % du nombre total d'établissements de la commune (4 sur les 9 entreprises implantées  à Esplas), contre 14,2 % au niveau départemental.

### Agriculture
|                                   | 1988 | 2000 | 2010 |
| --------------------------------- | ---- | ---- | ---- |
| Exploitations                     | 14   | 11   | 8    |
| Superficie agricole utilisée (ha) | 622  | 603  | 587  |

La commune fait partie de la petite région agricole dénommée « Coteaux de l'Ariège ». En 2010, l'orientation technico-économique de l'agriculture  sur la commune est la polyculture et le polyélevage. Huit exploitations agricoles ayant leur siège dans la commune sont dénombrées lors du recensement agricole de 2010 (douze en 1988). La superficie agricole utilisée est de 587 ha.

## Culture et festivités
- Feu de la Saint-Jean (juin)
- Fête au village (août)

## Lieux et monuments
- Église Saint-Étienne d'origine romane[48].
- Halle inaugurée en 2018.
- Monument aux morts.
- Le puits d'eau.

## Personnalités liées à la commune
- Abbé Marcel Félez (1911-2009), surnommé affectueusement "Méphisto" par ses amis de la Résistance.

## Pour approfondir